# نادي إلفسبورغ
نادي إلفسبورغ الرياضي (بالسويدية: Idrottsföreningen Elfsborg) نادِ كرة قدم سويدي من مدينة بوروس. يلعب في الدوري السويدي الممتاز. تم تأسيس النادي في سنة 1904 .